# بيلت (همبرات)
بیلت (بالفارسية: بیلت) هي قرية تقع في إيران في قسم همبرات الريفي.